# Карл Лавал
Карл Густаф Патрик дьо Лавал (на шведски: Karl Gustaf Patrik de Laval) (9 май 1845 – 2 февруари 1913) е шведски инженер и изобретател.

## Биография
Карл Лавал е роден в Орша, Швеция. Завършва Института за технологии в Стокхолм през 1866 г. (сега в Кралски институт за технологии) и Упсалският университет през 1872 г.
През 1899 г. изобретява парна едностъпална турбина от активен тип и влага много нови технологични решения в конструкцията ѝ. Създава центробежен сепаратор за обезмасляване на мляко, способ за обработване и обогатяване на руди. През целия си живот Карл Лавал патентова 93 изобретения.

## Дюза на Лавал
Дюза на Лавал – постепенно стесняваща се, а след това разширяваща се дюза за предаване на голяма кинетична енерия на протичащи през нея флуиди.
Приложения: турбини, реактивни двигатели и др.